# 雅梅尼勒
雅梅尼勒（法語：Jarménil，法語發音：[ʒaʁmenil] ⓘ）是法国大东部大区孚日省的一个市镇，位于该省中部，省会埃皮纳勒市区东南，沃洛涅河与摩泽尔河交汇处，属于埃皮纳勒区和埃皮纳勒城市圈公共社区。

## 地理
雅梅尼勒（48°6'49"N, 6°34'19"E）面积5.1 平方千米，位于法国大東部大區孚日省，该省份为法国东北部内陆省份，北起默兹省和默尔特-摩泽尔省，西接上马恩省，南至上索恩省和贝尔福地区省，东临上莱茵省和下莱茵省。
与雅梅尼勒接壤的市镇（或旧市镇、城区）包括：埃卢瓦、阿尔谢特、舍尼梅尼勒、普克瑟、沙蒙塔吕。

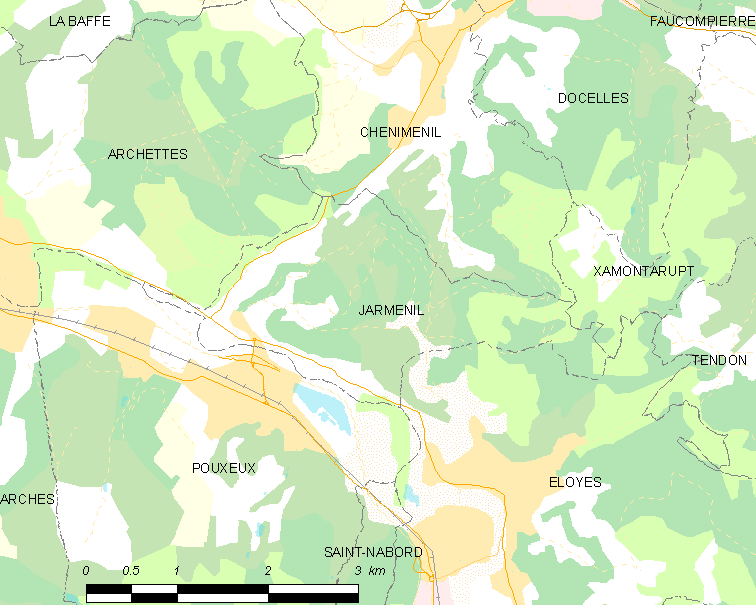
雅梅尼勒的OSM定位图

雅梅尼勒的时区为UTC+01:00、UTC+02:00（夏令时）。

## 行政
雅梅尼勒的邮政编码为88550，INSEE市镇编码为88250。

## 政治
雅梅尼勒所属的省级选区为勒米尔蒙县。

## 人口

1962-2008年间雅梅尼勒人口变化图示

雅梅尼勒于2022年1月1日时的人口数量为437人。